# 1921年ウォレン・ハーディング大統領就任式
第29代アメリカ合衆国大統領のウォレン・G・ハーディングの就任式は、1921年3月4日金曜日にワシントンD.C.のアメリカ合衆国議会議事堂のイーストポルティコで行われた。これは34回目となる大統領就任式であり、大統領としてのハーディングと副大統領としてのカルビン・クーリッジの唯一の任期の始まりとなった。ハーディングは任期開始から2年151日目に死去し、クーリッジが大統領職を引き継いだ。
ハーディングの大統領就任宣誓は最高裁判所長官のエドワード・D・ホワイトが執り行った。ハーディングは就任宣誓の際にワシントンの就任聖書に手を置いた。
クーリッジは副大統領としてそれぞれ上院議場と議事堂イーストポルティコで宣誓したが、彼は「統一性と継続性のすべての面目を失わせる」と考えた。
この就任式では史上初めて次期大統領と退任する大統領（ウッドロウ・ウィルソン）が議事堂を往復する際に自動車が使われた。ウィルソンは1919年に発症した脳卒中の影響により式典自体には出席しなかった。